# پناهندگی در هلند
پناهندگی در هلند که جمعیت آن ۱۶۹۸۰۰ نفر می‌باشد، مورد علاقه میلیون‌ها پناه‌جو در سراسر جهان است اتحادیه اروپا و یکی از کشورهای توسعه‌یافته در قاره سبز است که پناهنده می‌پذیرد. به‌رغم سختگیری هلند در این امر، این کشور به همراه بلژیک بیشترین پناه‌جو را در سال می‌پذیرند.

## مرجع رسیدگی
در کشور هلند اداره مهاجرت با عنوان اختصاری IND مرجع رسیدگی به درخواست پناهندگی متقاضیان می‌باشد؛ بنابراین افراد متقاضی پناهندگی پس از معرفی خود به پلیس به‌عنوان پناه‌جو به مرکز ثبت‌نام این اداره در شهر تر اپل معرفی می‌گردند. سپس مراحل شناسایی و ثبت‌نام آغازشده و متقاضی پناهندگی به مرکز پذیرش انتقال داده‌شده و تقاضای پناهندگی او رسیدگی می‌شود.

## مسئول اسکان پناه‌جویان
موسسه‌ای بانام اختصاری کوآ (COA) مسئولیت تغذیه، مسکن، نقل و انتقال افراد پناه‌جو را در طی پروسه پناهندگی بر عهده دارد. کوآ زیرمجموعه وزارت امنیت و اطلاعات هلند می‌باشد و به‌طور مستقل نسبت به اداره مهاجرت اقدام می‌کند.

## تاریخچه
هلند از سال ۱۹۸۴ میلادی اقدام به پذیرش پناه‌جو طبق سهمیه‌بندی کرد. مدت‌زمان سهمیه برای یک دوره ۴ ساله است که پس از آن میزان سهمیه جدید مشخص می‌شود. در حال حاضر میانگین ۵۰۰ سهمیه طی یک سال است. در صورت عدم استفاده از تمامی سهمیه سالانه، میزان باقیمانده به سهمیه سال بعد افزوده می‌شود و سهمیه‌ها قابل‌انعطاف هستند.

## آمار پناهندگان در هلند
در سال ۲۰۱۶ حدود ۴۷۰۰۰ پناهنده در کشور هلند وجود داشت که این آمار تقریباً دو برابر سال ۲۰۱۴ و سه برابر سال ۲۰۱۵ می‌باشد.

## قوانین سخت‌گیرانه
در تحقیقاتی که در وزارت دادگستری در بخش تحقیقات انجام‌شده آمده‌است که قوانین پناهندگی هلند نسبت به بعضی از کشورهای اروپایی ازجمله آلمان و سوئد سخت‌گیری بیشتری منظور شده‌است. علت آن افزایش فوق‌العاده پناه‌جو و درخواست پناهندگی طی سال‌های گذشته به‌خصوص به دلیل جنگ‌های گوناگون توأم با دلایل دیگر پناهندگی می‌باشد. به عبارت روشن‌تر متقاضیان پناهندگی در کشورهای مذکور شانس موفقیت بیشتری دارند. علت این سختگیری ورود فزاینده پناه‌جویان به هلند می‌باشد.

## دلایل تأخیر در روند پناهندگی
رشد بالای تقاضای پناهندگی در هلند سبب می‌شود که متقاضیان مدت طولانی را در انتظار پاسخ بمانند و روند پناهندگی را دیرتر بگذرانند.
افزایش چشمگیر تقاضای پناهندگی طی سال‌های اخیر باعث شده که به دلیل کمبود پناهگاه‌ها و محیط و تسهیلات استقرار، درصد موفقیت در کسب پناهندگی پایین‌تر بیاید.
در صورت رد درخواست پناهندگی افراد متقاضی، شانس موفقیت در اخذ اقامت یا حضور در دیگر مراحل کم خواهد بود.

## دلایل رد درخواست پناهندگی
درصورتی‌که متقاضی پناهندگی از کشورهایی باشد که به لحاظ امنیتی مشکلی نداشته باشند یا حق برخورداری از پناهندگی در هلند را ندارد، به‌سرعت بررسی‌شده و تقاضای او پذیرفته نمی‌شود. در این صورت تا دو سال حق وارد شدن به سایر کشورهای اتحادیه اروپا را ندارد. اگر متقاضی اجازهٔ ماندن و پناهندگی موقت در هلند را نگیرد باید فوری کشور هلند را ترک کند. اگر یک پناه‌جو قادر نباشد که برای برگشت اقدام کند نهادهایی ازجمله خدمات ترک یا برگشت پناه‌جویان دوو (DTQV) به او کمک و برنامه‌ریزی خواهد کرد.

## مدت رسیدگی به تقاضای پناهندگی
اداره مهاجرت هلند طبق قانون‌های مهاجرت و پناهندگی وظیفه دارد که طی مدت ۶ ماه به درخواست پناهندگی رسیدگی کرده و جواب بدهد ولی به دلیل کثرت متقاضیان پناهندگی در هلند ممکن است این مدت تا یک سال هم طول بکشد. این دوره زیر نظر خدمات تابعیت و مهاجرت (IND) می‌باشد و قابل تمدید است.

## انواع درخواست ثبت‌نام پناهندگی
به موارد زیر پناهندگی تعلق می‌گیرد:
- قربانیان شکنجه و خشونت
- افراد نیازمند به حمایت امنیتی و حقوقی
- افراد نیازمند به رسیدگی‌های پزشکی
- دختران و زنانی که درخطر هستند
- پیوستن به خانواده
- نوجوانان و کودکانی که در خطر هستند

عدم وجود راه‌حل‌های مناسب جایگزین قابل پیش‌بینی

## شرایط پناهندگی
خارج از محدوده کشور هلند هیچ‌گونه مقرراتی که بتوان برای پناهندگی از این کشور درخواست و اقدام کرد موجود نمی‌باشد. افراد متقاضی پناهندگی الزاماً باید در فرودگاه موقع ورود و از طریق نرم‌افزار یا سیستم‌های موجود اقدام و درخواست پناهندگی نمایند. مجوزهایی که صادر می‌شود برای مدت ۵ سال اعتباردارند. بعد از ۵ سال اول اقامت و به دنبال بررسی‌هایی که انجام می‌گیرد مجوز اقامت دائم داده خواهد شد. برای گرفتن اجازه دائم اقامت باید با موفقیت کلیه آزمون‌های مقرر شده را پشت سر گذاشت و متقاضی حتی یک جرم هم مرتکب نشده باشند.